# Animage
 (septembre 2021).
Si vous disposez d'ouvrages ou d'articles de référence ou si vous connaissez des sites web de qualité traitant du thème abordé ici, merci de compléter l'article en donnant les références utiles à sa vérifiabilité et en les liant à la section « Notes et références ».
Pour les articles homonymes, voir Animage (homonymie).
Animage (アニメージュ, Animēju) est un magazine mensuel japonais traitant de l'animation japonaise et de l'activité artistique, que Tokuma Shoten a commencé à publier en mai 1978.
Nausicaä de la vallée du vent de Hayao Miyazaki y a été publié de 1982 à 1994.
Le magazine a lancé l'Anime Grand Prix en 1980 dans lequel les lecteurs élisent leur anime préféré.

## Historique
- Mai 1978 : premier numéro
- Janvier 1980 : première édition de l'Anime Grand Prix
- Juin 1998 : 20e anniversaire, changement en faveur du format A4, renommage pour l'anglais Animage au lieu de アニメージュ
- Juin 2002 : À partir du numéro de juillet, le titre est de nouveau écrit en katakana アニメージュ
- Mai 2003 : 300e numéro
- Juin 2003 : 25e anniversaire